# Монастир

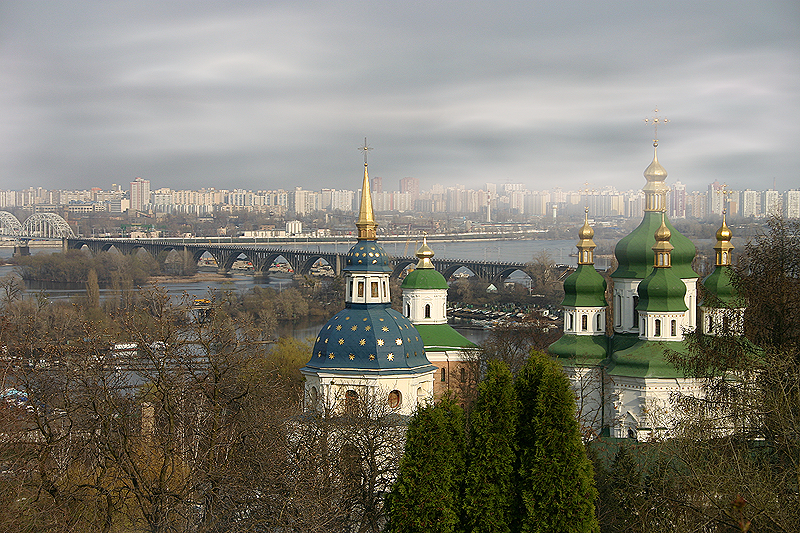
Собор св. Юрія Переможця у Видубицькому чоловічому монастирі

Монастир (грец. μοναστήριον — «обитель») — релігійна громада ченців або черниць, що володіє належними їм землями та капіталами і є релігійно-господарською організацією. Іншими словами, це резиденція монахів чи монахинь, які живуть разом.

## Загальні відомості
Відповідно до статуту, життя в монастирі бувало суворо спільне (спільножитні монастирі), напівспільне (в окремих келіях зі спільною трапезою та відправою) і пустельниче. Крім ченців у монастирі жили послушники — світські особи, що готувалися стати ченцями. Монастирі очолювали настоятелі (архимандрити, ігумени або ігумені, «старші», «строїтелі» тощо) і при них монастирський собор, який звичайно обирав настоятеля. Релігійним осередком монастиря був монастирський храм. Великі монастирі мали також дзвіниці, додаткові храми, каплиці, трапезні. На території монастиря, крім церковних і житлових будинків, були ще різні адміністративно-господарські будови, майстерні, іноді шпиталі, школи, друкарні тощо. Монастирські споруди були обведені тином або муром.
Деякі монастирі розросталися до великих будівельних комплексів, а в давні часи були справжніми фортецями з оборонними мурами, баштами та ровами. Монастирі засновували подвижники-ченці, князі, аристократи. Засновники-ктитори (та їх нащадки) піклувалися про розбудову і добробут монастирів, для чого дарували їм маєтки й великі суми грошей. Це забезпечувало фундаторам певні права та вплив на організацію та хід монастирського життя (ухвалення статуту, призначення настоятелів тощо). Вони мали там родові усипальниці. Монастирі були важливими осередками церковно-релігійного, науково-освітнього та культурно-мистецького життя. Монастирі грали велику роль в колонізації незайманих земель, а оборонні споруди міських монастирів мали неабияке військове значення.

## Християнство

### Католицизм
Життя в католицькому монастирі відповідає законам певного чернечого ордену. Вони створювалися за конкретних обставин та для виконання специфічної діяльності. Зокрема, до жіночих орденів, утворених до Тридентського собору 1545–1563 рр. відносимо норбертанок, що були засновані 1120 року, орден духовниць — 1198 р., домініканок — 1206 р., клариски — 1212 р., кармеліток босих — 1452 р., бернардинок — 1454 р., урсулинок — 1535 р. Після Триденського собору постали августинки у 1583 р., візитки — 1610 р., шаритки (дочки милосердя) — 1617 р., дарувальниці — 1621 р., служниці Старого міста — 1850 р., феліціанки — 1855 р., згромадження сестер милосердя Матері Божої — 1862 р., дочки Божої Любові — 1868 р., назаретанки — 1875 р., серафимки — 1881 р., альбертинки — 1891 р., служниці найсвятішого серця Ісуса — 1894 р. та інші.
Як правило, щоб стати монахом чи монахинею потібно пройти 4 етапи духовного становлення, які в загальному можуть займати до 12 років. Переважно усі кандидати приймаються з молодого, юного віку. Склад сестер колись підбирався за правилами. Наприклад, щоб стати монахинею-бернардинкою потрібно було принести посаг та мати шляхетне походження, а кандидат в монахи повинен був бути сином міщанина чи шляхтича. До босих кармеліток приєднувалися кандидатки з родин інтелектуалів, аристократів та знатних землевласників. Але усі вони повинні були мати елементарні релігійні знання, бути фізично і морально здоровими, мати свідоме бажання цілком посвятити своє життя Богу та виявляти готовність до апостольського стилю життя. Не приймалися до монастирів дівчата, які танцювали у балеті.
У чоловічих монастирях вирішальну роль виконує генерал чину — тобто вищий настоятель ордену, який має владу над усіма монастирями даного ордену в світі. Висвячений священник називається священник або батько (отець). Військовий капелан — священник, призначений церковною владою для душпастирської діяльності при лікарняній каплиці. До ступеня монаших чинів належить і клірик або алюм (кандидат на священника). Брати, які не є майбутніми священниками мають певні функції в ордені: швейцар, різничий, кравець, садівник, кухар, органіст.
В монастирях навчають усіх глибин католицької віри.

#### Латинський обряд
- Монастир кармелітів босих у місті Бердичів.

#### Візантійський обряд
Відома греко-католицька обитель — Свято-Успенська Унівська Лавра Студійського уставу недалеко від Львова

### Православ'я
Залежно від історичних, правних і економічних умов, монастирі поділялися щодо своїх прав та підлеглості на:
- Лаври (в Україні — Києво-Печерська, Святогорська, Почаївська, Унівська)
- Ставропігійні монастирі, залежні від найвищої церковної влади (в Україні — спочатку від царгородського патріарха, потім від московського патріарха і Синоду)
- Кафедральні монастирі (підлеглі безпосередньо єпархіальному єпископові)
- Самоправні монастирі (переважна більшість монастирів)
- Приписані монастирі (скити й скитики, пустині тощо)

## Дивись також
- Абатство (лат. abbatia, ісп. abadía, італ. abbazia) — монастир під керівництвом настоятеля-абата (абатиси), що підпорядковується папі, або місцевому єпископу.
- Ермітаж (лат. hermitagium, «затворництво»), або пустинь — монастир відлюдників (еремітів, пусельників).
- Конвент (ісп. і італ. convento, фр. convent, англ. convent) — переважно, жіночий монастир.
- Кляштор (пол. klasztor; від нім. Kloster, «клуатр, монастир») — польська назва монастиря.
- Пріорат (лат. prioratus) пріорія (лат. prioria), або пріорство — монастир під керівництвом настоятеля-пріора, що підпорядковується певному абатству.

## Україна

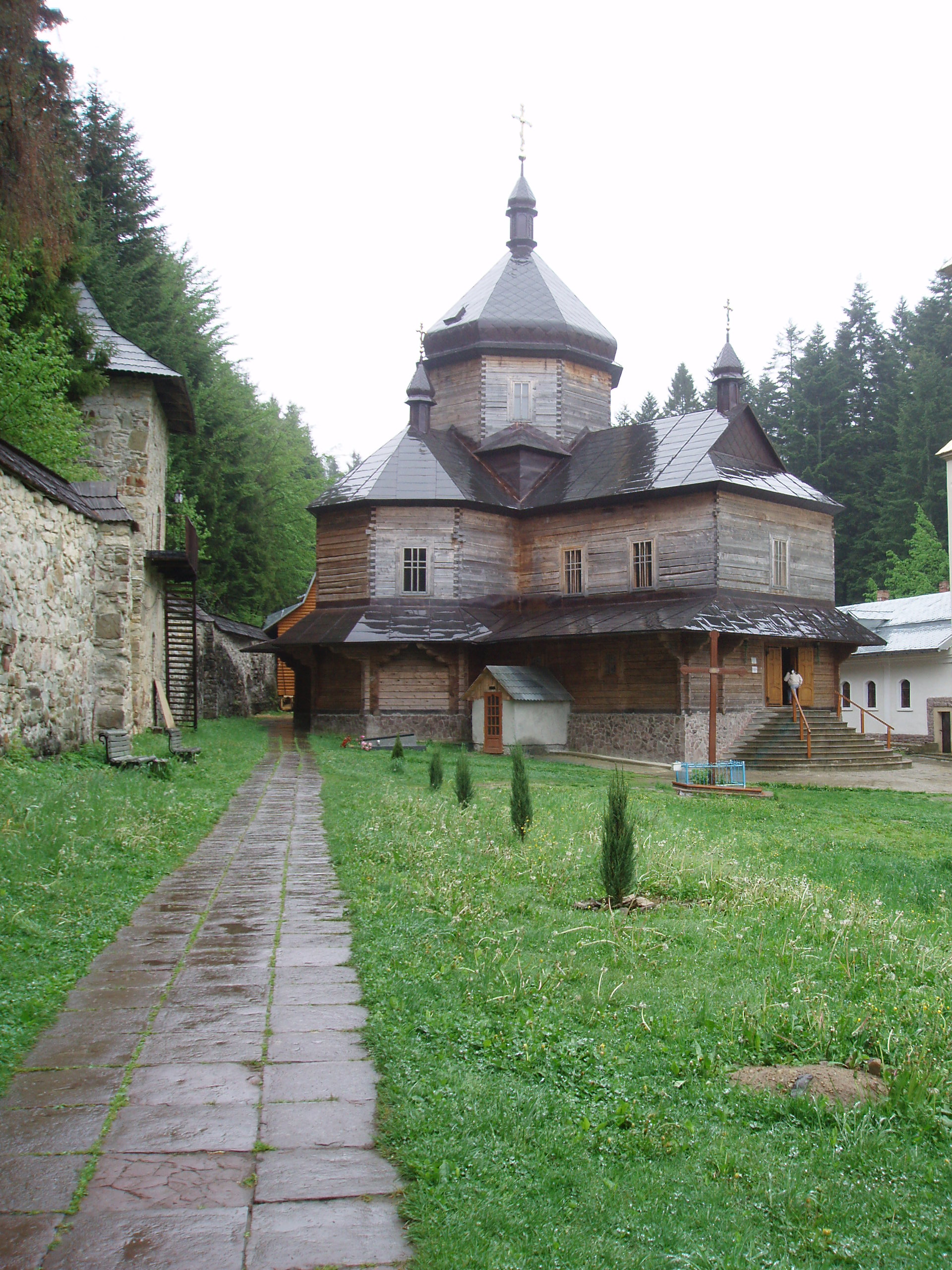
Манявський скит

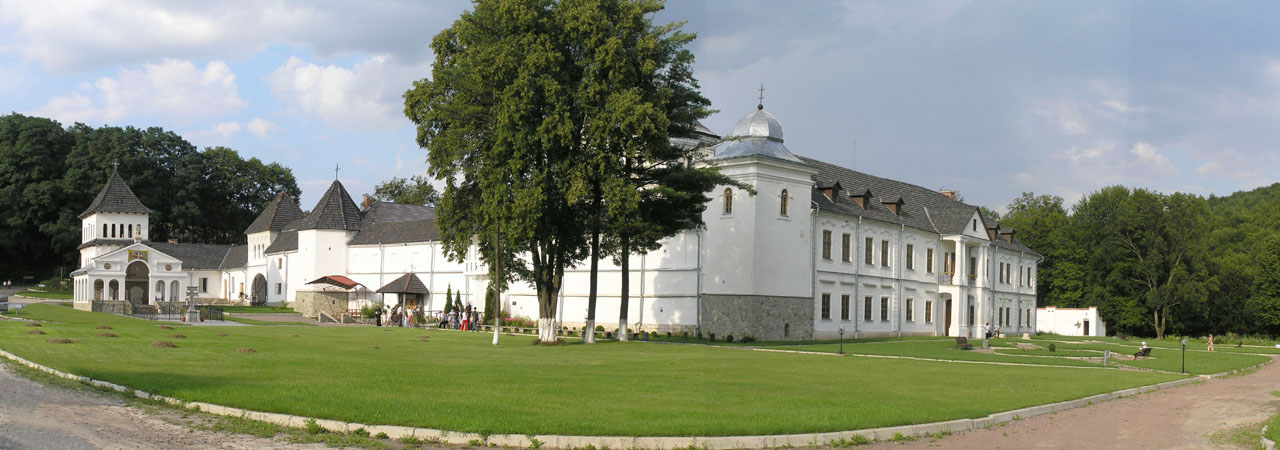
Унівська лавра

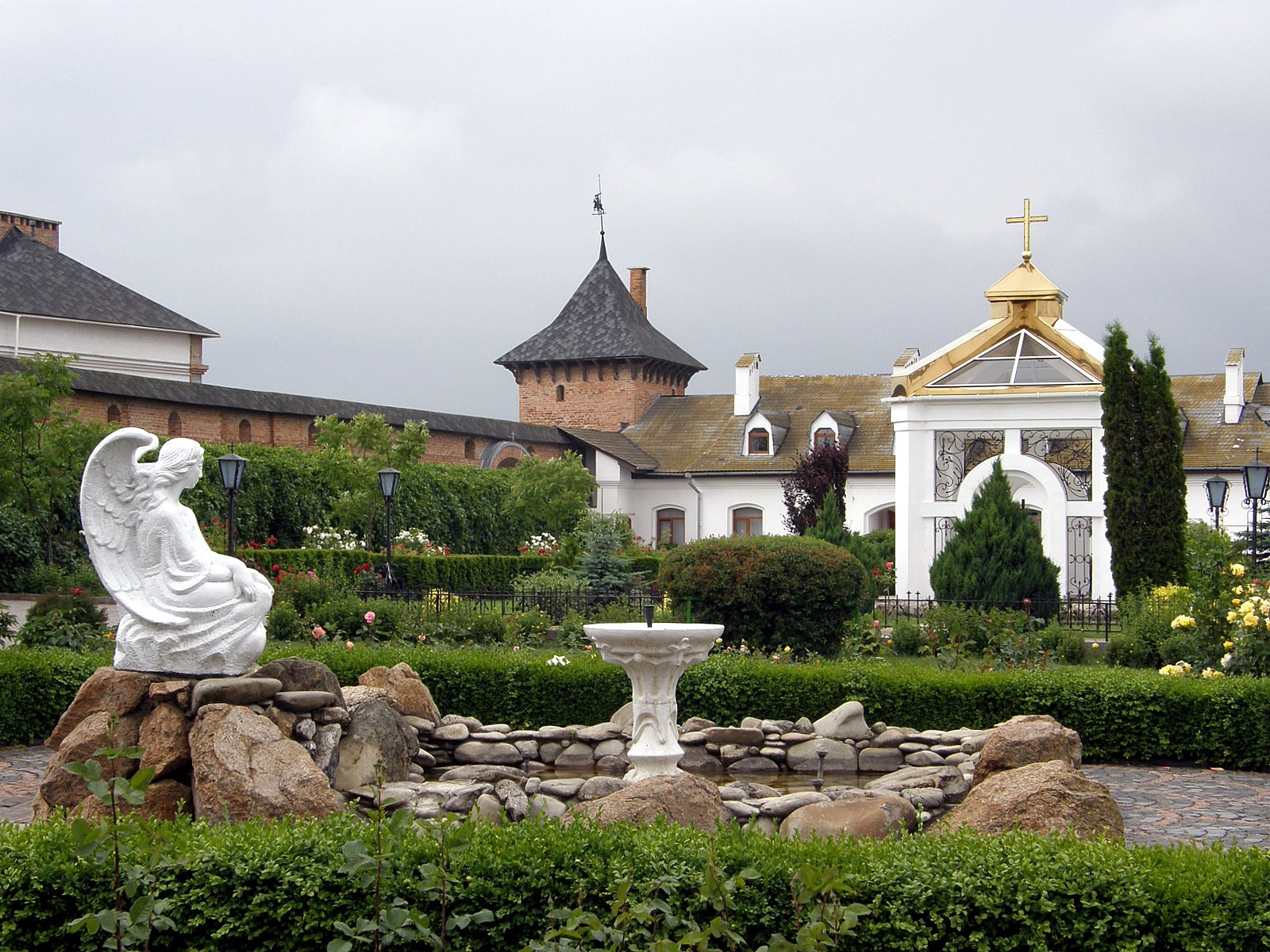
Зимненський Свято-Успенський Святогорський ставропігійний жіночий монастир

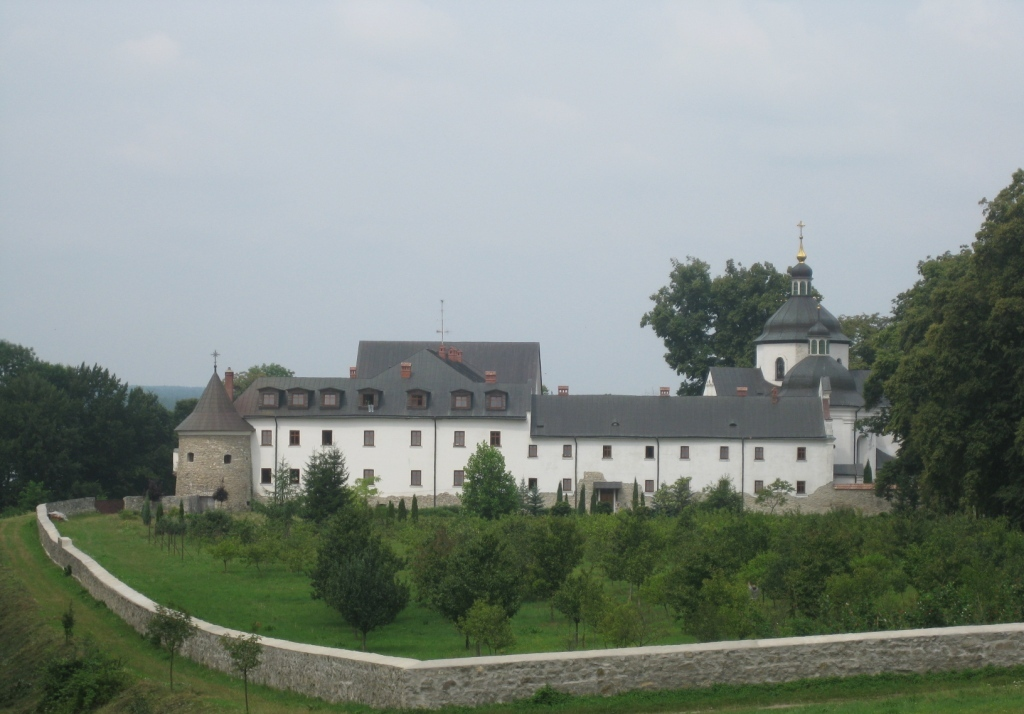
Крехівський монастир

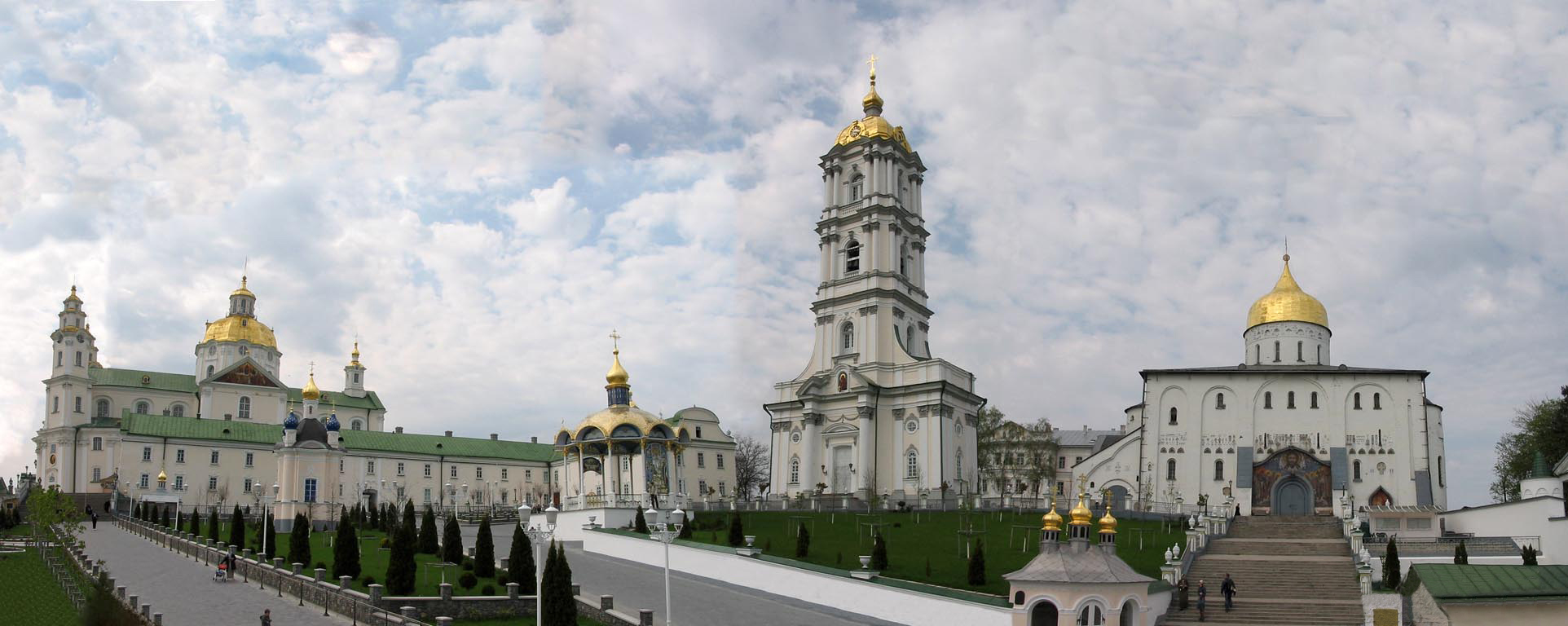
Почаївська лавра

Чернече життя в Україні почалося ще перед офіційним прийняттям християнства, але перші монастирі з'явилися слідом за хрещенням князя Володимира, насамперед у Києві та його околицях. За часів Ярослава Мудрого відомі:
- Чоловічий Монастир святого Юрія (1037)
- Жіночий Монастир святої Ірини у Києві (1037)
- Монастир при Софії Київській
- Києво-Печерська лавра.

В XI–XIII століттях число монастирів збільшилося як в Києві так і інших землях України. Серед них:
- Дмитрівський монастир (Київ)
- Михайлівський Золотоверхий монастир (Київ)
- Видубицький монастир (Київ)
- Кирилівський монастир (Київ)
- Межигірський монастир (Київ)
- Спасо-Преображенський монастир (Новгороді-Сіверський)
- Єлецький монастир (Чернігів)
- Троїцько-Іллінський монастир (Чернігів)
- Монастир святого Івана (Галич)
- Монастир святого Юра (Львів)
- Онуфріївський монастир (Львів)
- Лаврівський монастир (Лаврів (Старосамбірський район))
- Зарубський монастир (Канів)
- Борисоглібський монастир (Переяслав)
- Загорівський монастир (Володимир)
- Жидичинський монастир (Волинь)
- Полонський монастир (Волинь)
- Дорогобузький монастир
- Пересопницький монастир (Волинь)
- Данилів монастир (Угровськ)
- Синевідський монастир (Карпати)
- Ратенський монастир (Рава Руська)
- Городиський монастир (Сокаль)
- Глухівсько-Петропавлівський монастир (Будища)

Після монгольського завоювання монастирі були повністю звільнені від податків. З поширенням ісламу, вони стали осередками спротиву поширенню нового віровчення.
3 переходом українських земель до складу Великого князівства Литовського і Польщі з'явилися нові монастирські фундації, зокрема на терені Галичини, де перед 1500 р. згадувалося 44 монастирів.
В XVI–XVII століттях виникли нові монастирі:
- Почаївська Лавра (Волинь)
- Пустинно-Миколаївський монастир (Київ)
- Братський Богоявленський монастир (Київ)
- Межигірський монастир (Київ)
- Густинський монастир (Прилуки)
- Спасо-Преображенський Мгарський монастир (Лубни)
- Красногірський монастир (Золотоноша)
- Мошногірський монастир (Черкаси)

Монастирі були головними осередками української освіти та науки (літописання, зокрема «Повість минулих літ»), книжності (Городиські пам'ятки XII–XIII ст., Вибельський апостол XIII–XIV ст., Путнянське Євангеліє XIV ст., Мукачівський Псалтир XV ст., Пересопницьке Євангеліє 1556–1561 рр., пом'яники XIV–XV ст. Печерської Лаври, Михайлівського Золотоверхого, Унівського та інших монастирів, Межигірський, Густинський, Підгорецький та ін. літописи), церковного співу (Київські, а пізніше Почаївські напіви) та образотворчого мистецтва (мозаїка і фрески Михайлівського, Печерського, Кирилівського монастирів, малярська школа в Печерському монастирі XI–XII ст. тощо), лічби (Печерська Лавра).
За козацько-гетьманської доби в монастирях ширилася шкільна освіта, наука і література (Могилянська колегія, Чернігівський, Переяславський і Харківський колегіуми, василіанські школи на Правобережжі та в Галичині), зокрема, віршування та пісенна творчість (Могилянська колегія, Почаївський Богогласник 1790 р. та ін.). Із заведенням друкарства при монастирях засновувалися друкарні (Онуфріївський монастир у Львові, Печерська Лавра, Дермань, Унів, Новгород-Сіверський, Чернігів, Почаїв), процвітало граверство (Печерська Лавра, Крехів, Почаїв). У жіночих монастирях культивувалося гафтярство (Вознесенський і Флорівський монастир у Києві тощо).
Монастирські церкви та дзвіниці залишаються дорогоцінними пам'ятками української архітектури: тринавних княжих храмів XI–XII ст. (Успенська і Троїцька церкви Печерської Лаври, Михайлівський Золотоверхий і Видубицький собори та Спас на Берестові в Києві, Єлецький собор у Чернігові та Пантелеймонівський храм у Галичі — два останні з романськими впливами), ротонд XII ст. (св. Іллі у Галичі і св. Василія у Зимному біля Володимира-Волинського), триконхових храмів візантійсько-афонського ренесансу XV–XVI ст. (Лаврів, Троїцький М. у Кам'янці-Подільському), пізньої готики (Троїцька церква в Межиріччі біля Острога, Успенська в Зимному та надбрамна вежа Дерманського монастиря) і ренесансу XVI–XVII ст. (помонастирська церква в Залужжі біля Збаража, перебудови княжих монастирів у Києві П. Могилою, Кисілева церква в Нискиничах), козацького бароко XVII–XVIII ст. (Троїцька і Петропавлівська церкви Густинського монастиря, Всіх Святих, Воскресіння і Петро-павлівської церкви в Печерській Лаврі та інші шедеври 5-банних монастирських храмів) та рококового стилю XVIII ст. (головна дзвіниця в Почаєві та ін.). Стильні також дерев'яні церкви і дзвіниці монастиря: Межигірського Спаса (1611 р.), Крехівського монастиря (1658 р.), Манявського скиту (1676 р.), Мошногірського й Медведівського монастирів та ін.

## Буддизм
- Віхара (विहार, Vihāra, 毘訶羅)
- Самґга-рама (Saṃghā-rāma, 僧伽藍摩)